# Newton-in-Bowland
Newton lub Newton-in-Bowland – wieś i civil parish w Anglii, w hrabstwie Lancashire, w dystrykcie Ribble Valley, położona na terenie krainy Forest of Bowland. Leży 56 km na północ od miasta Manchester i 314 km na północny zachód od Londynu. W 2011 roku civil parish liczyła 315 mieszkańców.